# 1,3-propanodiolo deidrogenasi
La 1,3-propanodiolo deidrogenasi è un enzima appartenente alla classe delle ossidoreduttasi, che catalizza la seguente reazione:
propano-1,3-diolo + NAD+ ⇄ 3-idrossipropanale + NADH + H+